# Історія Володаря перснів
«Історія Володаря перснів» (англ. The History of The Lord of the Rings) — серія з чотирьох томів, створена Крістофером Толкіном, яка документує процес написання Дж. Р. Р. Толкіном роману «Володар Перснів». Книги цієї серії також нумеруються як томи з VI по IX «Історії Середзем'я».

## Книги серії
«Повернення Тіні» (англ. The Return of the Shadow; тисячі дев'ятсот вісімдесят вісім)
«Зрада Ізенгарда» (англ. The Treason of Isengard; 1 989)
«Війна Персня» (англ. The War of the Ring; 1990)
«Саурон Переможений» (англ. Sauron Defeated; тисячу дев'ятсот дев'яносто дві). Також видавалася під заголовком «Кінець Третьої Епохи», див. Нижче.
Походження назв книг
Назви томів походять від відкинутих назв окремих книг «Володаря Перснів». Толкін сприймав його як єдиний твір, який складається з шести книг, а також доволі об'ємних за розміром додатків, але найперший видавець Володаря Перснів розбив цей твір на три томи, публікуючи по дві книги в томі, а додатки — разом із третім. Заголовки, запропоновані Толкіном для окремих книг, були наступними:
Книга I — «Перша подорож», або « Перстень виходить в дорогу»;
Книга II — «Похід дев'яти подорожніх», або «Перстень йде на південь»;
Книга III — "Зрада Ізенгарду";
Книга IV — «Похід персненосців», або «Перстень йде на схід»;
Книга V — «Війна Персня»;
Книга VI — "Кінець Третьої Епохи".
Назва «Повернення Тіні» походить від відкинутої назви першого тому існуючого тритомника.
Три заголовків томів «Історії Володаря Перснів» також використовуються як заголовки книг семитомного видання «Володаря Перснів»: «Зрада Ізенгарда» для Книги III, «Війна Персня» для Книги V і «Кінець Третьої Епохи» для Книги VI.

## Зміст книг
Перший том охоплює три початкові стадії, або ж, як Крістофер Толкін назвав їх, «фази» і закінчується входом Братства Кільця в підземелля Морії . Другий продовжує оповідання аж до зустрічі з Теоденом, королем Рохана, і включає обговорення оригінальної карти Середзем'я в кінці Третьою Епохи і розвиток КІРТ. «Війна Персня» оповідає про події аж до відкриття Чорних Воріт . Останній том закінчує історію, включаючи в себе також і згодом знехтуваний «Епілог», в якому Сем відповідає на питання своїх дітей.
«Саурон Переможений» також включає в себе «Записки Клубу Ідей» (англ. Notion Club Papers) — історію про подорож у часі, що відноситься до Нуменора, чернетку історії про затоплення Анадану та огляд адунайської мови. Однак деякі паперові видання, в цьому випадку названі «Кінець Третьої Епохи», включають тільки матеріал «Володаря Перснів», який складає лише третину оригінального видання.
Спочатку «Історія Володаря Перснів» повинна була вийти в трьох томах, а не в чотирьох. Коли «Зрада Ізенгард» була вперше опублікована (у паперовій палітурці), восьмий том («Війна Кільця») називався «Саурон Переможений» і розглядався як фінальний том серії.

## Значення написів на першій сторінці
На першій сторінці кожного тому «Історії Середзем'я» зображено напис рунами Феанора (Тенгвар, алфавіт, придуманий Толкіном, яким послуговувалися Високі ельфи), створений Крістофером Толкіном для короткого роз'яснення змісту книги. В «Історії Володаря Перснів» написи передають наступне:
У Книзі VI: У «Поверненні Тіні» відстежуються перші форми історії Володаря Перснів; тут подорож хоббіта, який ніс Великий Перстень, спочатку названого Бінго, а згодом — Фродо, простежується від Хоббітона в Шир через Старий ліс до Заветері і Рівендейла, і закінчується в цьому томі біля могили Баліна, володаря гномів Морії.
У Книзі VII: У «Зраді Ізенгарда» історія Братства Кільця відстежується від Рівенделу, Морії та країни Лотлоріен до моменту її закінчення в Калембелі при Андуіні, Великої ріки, потім розповідається про повернення Гендальфа Мітрандіра, про зустріч гобітів з Фангорном і про війну зрадника Сарумана зі Вершниками Рохана.
У Книзі VIII: У «Війні Персня» відстежується історія подій у Гельмовому Ярі і затоплення Ізенгарду ентами, далі розповідається про подорож Фродо з Семуайзом і Голлумом до Мораннону, про зустріч з Фараміром та сходах в Кіріт — Унголу, битві на Пелленорських полях і про прихід Арагорна з флотом Умбару.
У Книзі IX: У цій книзі спочатку відстежується історія знищення Персня Всевладдя і падіння Саурона в кінці Третьої Епохи. Потім йде розповідь про пришестя катаклізму з Заходу в рішення деяких вчених з Оксфорда і про падіння Саурона, званого Зігур (англ. Zigûr), при затопленні Анадану.

## Словотвір у Толкіна
На підставі «Історії Володаря Перснів» Т. Шиппі висунув версію походження деяких назв в легендаріумі Толкіна: Толкін знайшов деякі важливі імена точно таким самим способом — за допомогою випадкового ланцюжка співзвучень, наприклад: «Мархад — Мархат — Мархельм — Мархун — Мархайз — Марульф», або — в пошуках імені для Арагорна, який пізніше отримав додаткове ім'я Ельфстоун (Ельфійський Камінь): «Ельфстан — Еледон — Арагорн — Елдакар — Елдалін — Квендемір», або для Гандальфова коня Скадуфакса: "Наротал — Ферфакс — Сноуфакс — Огнебег — Арода? Арагорн? ". Дивно бачити, що ім'я Арагорн могло б стати конячим прізвиськом! Ще дивніше, враховуючи все сказане раніше з приводу імені Сарумана, що Саруман міг би носити абсолютно безглузде ім'я Сарамонд.